# Pillsburiaster
Pillsburiaster is een geslacht van zeesterren uit de familie Goniasteridae.				

## Soorten
- Pillsburiaster annandalei (Koehler, 1909)
- Pillsburiaster aoteanus (McKnight, 1973)
- Pillsburiaster calvus Mah, 2011
- Pillsburiaster ernesti (Ludwig, 1905)
- Pillsburiaster geographicus Halpern, 1970
- Pillsburiaster indutilis McKnight, 2006
- Pillsburiaster maini McKnight, 1973